# Schmögelsdorf
Schmögelsdorf ist ein bewohnter Gemeindeteil von Marzahna, einem Ortsteil der Stadt Treuenbrietzen im Landkreis Potsdam-Mittelmark in Brandenburg.
Der Ort liegt südwestlich der Kernstadt Treuenbrietzen an der B 2. Die Landesgrenze zum Bundesland Sachsen-Anhalt verläuft unweit südlich.
Am 1. Juli 1950 wurde Schmögelsdorf nach Marzahna eingemeindet. Die Eingemeindung von Marzahna nach Treuenbrietzen erfolgte am 31. März 2003.

## Sehenswürdigkeiten

### Baudenkmale

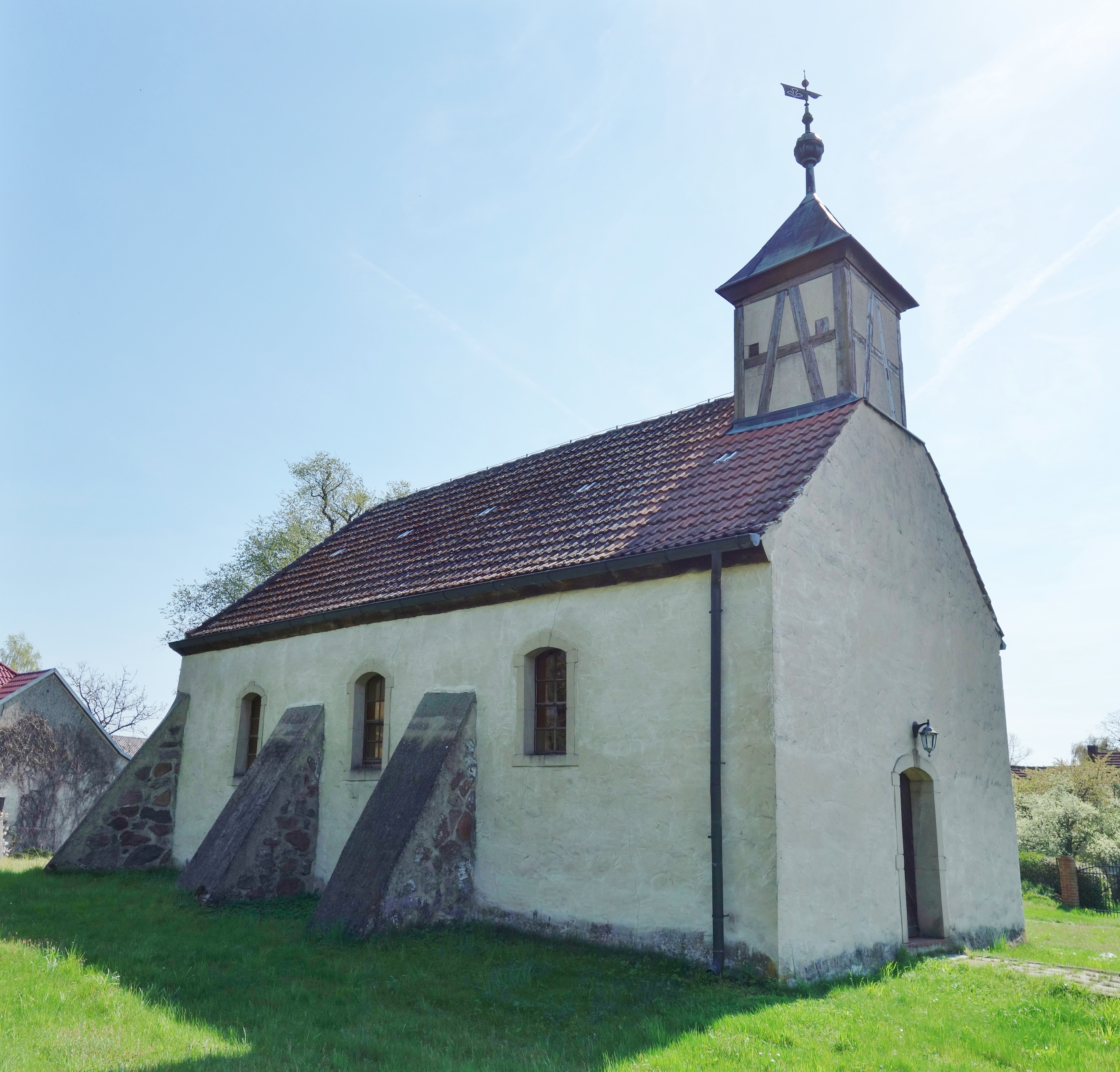
Dorfkirche Schmögelsdorf

In der Liste der Baudenkmale in Treuenbrietzen ist für Schmögelsdorf ein Baudenkmal aufgeführt:
- die Dorfkirche